# Konami
Konami je proizvođač i izdavač videoigara, karata, anima, "tokusatsua" i automata. Postao je poznat po igrama: Metal Gear Solid, Silent Hill i Pro Evolution Soccer. 

Konami je prvotno bio osnovan u Osaki, ali je današnje središte Tokyo.
Ime je dobio po trojici osnivača:
- Kagemasa Kouzuki
- Yoshinobu Nakama
- Tatuso Miyasako

Jedna od teorija je bila da su slova "M" i "I" dobili imena po osobama: Hiro Matsuda i Shokichi Ishihara
Konamijevo glavno sjedište je u Japanu, u Tokyu, a sjedišta za Sjedinjene Američke Države su: El Segundo u Kaliforniji i Paradise u Nevadi